# Antoni Milambo
Antoni-Djibu Milambo (* 3. April 2005 in Rotterdam) ist ein niederländischer Fußballspieler. Er spielt beim FC Brentford und ist U21-Nationalspieler der Niederlande.

## Karriere

### Verein
Antoni Milambo wurde in Rotterdam geboren und begann bei Sportvereiniging Door Eendracht Hoger Musschen, kurz SV DEHMusschen, einem Verein aus seiner Geburtsstadt, mit dem Fußballspielen. 2014 wechselte er schließlich innerhalb Rotterdams in die Fußballschule von Feyenoord. Im Sommer 2021 nahm Milambo am Trainingslager der Profimannschaft in Österreich teil und gehörte kurze Zeit später beim Hinspiel in der dritten Qualifikationsrunde zur neugegründeten Conference League beim kosovarischen Vertreter KF Drita erstmals zum Kader der Profis. Er gab schließlich am 12. August 2021 beim 3:0-Sieg im Rückspiel in der dritten Qualifikationsrunde zur Conference League gegen den FC Luzern im Alter von 16 Jahren sein Debüt für die Profimannschaft in einem Pflichtspiel.
Im Sommer 2025 wechselte Milambo zum FC Brentford.

### Nationalmannschaft
Am 30. Januar 2020 gab Antoni Milambo beim 4:1-Sieg im Testspiel gegen Tschechien sein Debüt für die niederländische U15-Nationalmannschaft. Bis März 2020 kam er auf vier Einsätze und schoss zwei Tore. Derzeit gehört Milambo zum Kader der U17-Auswahl.

## Erfolge
- Niederländischer Meister: 2023